# Stevens (fiets)

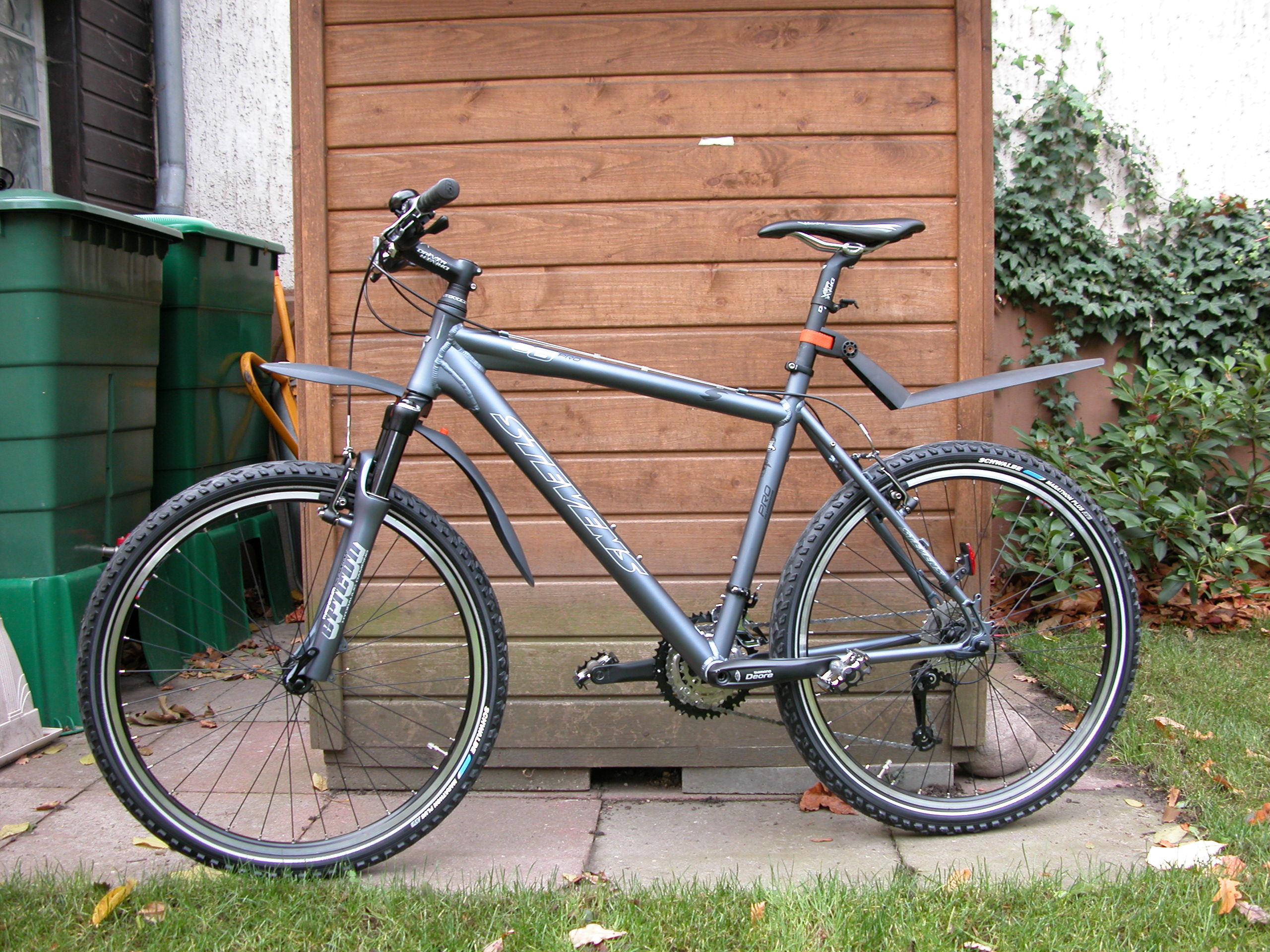
Stevens S6pro

Stevens is een Duits fabrikant van fietsen. 
Het bedrijf werd in 1990 opgericht. Tot de productie behoorden in de beginjaren (vooral) mountainbikes, race- en trekkingfietsen. In het veldrijden brak Stevens door dankzij Daphny van den Brand die als wereldkampioene in 2003 een contract tekende met Stevens. In 2013 had de fabrikant meer dan een miljoen fietsen in zijn bestaan geproduceerd.
Tegenwoordig biedt Stevens een volledig gamma aan race- en recreatieve fietsen aan.

## Sponsoring
- BKCP-Powerplus
- Corendon-Kwadro
- Crelan-Corendon